# Alf Lindblad
Alf Hilding Lindblad, född 19 februari 1914 i Fiskars, död 18 maj 1980, var en finländsk hinderlöpare, som tävlade för Fiskars IF. 

## Idrottskarriär
Alf Lindblad blev bronsmedaljör på 3000 meter hinder vid Europamästerskapen i friidrott 1938, efter svenske segraren Lars Larsson och tysken Ludwig Kaindl. Han blev finländsk mästare på distansen 1938 och 1939.
I Finnkampen på Stockholms stadion 1939 slutade Alf Lindblad på tredje plats efter landsmannen Volmari Iso-Hollo och svensken Lars Larsson.

## Meriter

### EM
- 1938 – 3000 meter hinder, brons

### Finländska mästerskapen
- 1937 – 3000  meter hinder, silver
- 1938 – 3000  meter hinder, guld
- 1939 – 3000 meter hinder, guld
- 1940 – 3000  meter hinder, brons
- 1945 – 3000 meter hinder, silver
- 1946 – 3000 meter hinder, silver
- 1947 – 3000 meter hinder, silver

## Personliga rekord
- 3 000 meter
  - 8.31,6 – Lovisa, 20 augusti 1939

- 3000 meter hinder
  - 9.09,2 – Helsingfors, 6 augusti 1938